# اوتوهیکو کییونو
اوتوهیکو کییونو (انگلیسی: Otohiko Kiyono؛ زادهٔ ۲۳ آوریل ۱۹۷۳) بازیکن فوتبال اهل ژاپن است.
از باشگاه‌هایی که در آن بازی کرده‌است می‌توان به باشگاه فوتبال ناگویا گرامپوس، و باشگاه فوتبال ناگویا گرامپوس، اشاره کرد.